# سفر به سیترا
سفر به سیترا (یونانی: Ταξίδι στα Κύθηρα, نویسه‌گردانی Taxidi sta Kythira) فیلمی به کارگردانی تئو آنگلوپولوس محصول ۱۹۸۴ است. این فیلم در جشنواره فیلم کن ۱۹۸۴ برنده جوایز بهترین فیلمنامه و فیپرشی شد.

## داستان
سفر به سیترا داستان پیر مردی است که پس از ۳۲ سال زندگی در تبعید به کشورش (یونان) بازمی‌گردد. فرزندان اش به استقبال او می‌روند و همسرش در همهٔ این سال‌ها به انتظار او مانده‌است. اسپیروس (پیر مرد تبعیدی) و خانواده اش در تلاشی عمیق برای برقراری ارتباطی گرم هستند اما حلقه‌هایی که به برقراری رابطه می‌انجامد؛ مفقودند. زمانی که کشتی اسپیروس در بندر می‌ایستد و او از پلکان کشتی پایین می‌آید فرزندانش او را به خاطر نمی‌آورند. دخترش او را بلندتر می‌انگاشته و پسرش نمی‌دانسته که او ویولن می‌نوازد. در آستانهٔ خانه پیرمرد رنگ چشمان همسرش را از پسرش می‌پرسد. بسیاری چیزها در گذر سالیان از یاد رفته‌اند. او خانه را نمی‌شناسد و در مهمانی که به مناسبت ورود ش برپاست؛ اقوام سالخورده را به زحمت به خاطر می‌آورد و جوان‌ها کسانی هستند که حضور ندارند زیرا او هرگز برای ایشان وجود نداشته‌است. او در سال‌های نبودن اش فراموش شده‌است. در فضایی سنگین که در آن همه خود را قربانی می‌دانند- فرزندان به دلیل رها شدن و آن که نمی‌توانند بفهمند چرا پدرشان به جای انجام وظایف پدری و همسری به دنبال آرمان‌های سیاسی اجتماعی خود رفته و اسپیروس که زندگی، هویت و هر آنچه را که داشته‌است در راه خیرخواهی و وطن دوستی از دست داده‌است -؛ اسپیروس در می‌یابد که باید خانه را ترک کند. او به مسافر خانه می‌رود؛ جایی که بی مکانی او، عدم تعلق اش به فضایی مادی که در آن خاطره شکل می‌گیرد به طرز غم‌انگیزی به نمایش در می‌آید. دوستان او در نبودش مرده‌اند و او در مسیری که به سمت روستایشان طی می‌کند به گورستان سلام می‌دهد. او در رقصی که به همراه تنها همرزمش در گورستان انجام می‌دهد شباهت عجیبی به مردگان دارد، دستانی باز و قایم بر بدن که از پیکر او صلیبی چون علامت گور دوستانش ساخته‌است. در ده نیز کسی او را نمی‌پذیرد. روستاییان می‌خواهند زمین‌هاشان را به سرمایه‌داری که قصد ساختن تفریح گاهی تابستانی دارد؛ بفروشند. انجام معامله متکی بر موافقت همگان است اما اسپیروس خواهان حفظ زمین است و از امضای قرار داد سرباز می‌زند. روستا نیز او را نمی‌پذیرد. در نهایت او باز تبعید می‌شود.

## بازیگران
- مأنوس کاتراکیس در نقش اسپیروس
- ماری کرونوپولو در نقش بولا
- دیونیسیس پاپاجیاننوپولوس در نقش آنتونیس
- دورا ولاناکی در نقش کاترینا
- جولیو بروگی در نقش الکساندر
- جورجوس نزوس در نقش پاناگیوتیس
- آتیندوروس پروسالیس در نقش رئیس پلیس
- مایکل جیاناتوس در نقش مأمور پلیس